# Castelnuovo Nigra
Castelnuovo Nigra (piemontesisch Castelneuv Nigra) ist eine Gemeinde in der italienischen Metropolitanstadt Turin (TO), Region Piemont.

## Lage und Einwohner
Castelnuovo Nigra liegt 50 km nördlich von Turin im voralpinen Valle Sacra. Das Gemeindegebiet umfasst eine Fläche von 28 km² und hat 397 Einwohner (Stand 31. Dezember 2023). Zur Gemeinde zählen die Fraktionen (Frazioni) Cademoniale, Caretto Superiore, Caretto Inferiore, Alpetta, Cicolelio, Moris, Pontiglia, Cantello, Filippi, Trucco, Vai, Coste, Foresta, Sale Castelnuovo (Hauptort) und Villa Castelnuovo.
Die Nachbargemeinden sind Traversella, Trausella, Frassinetto, Castellamonte, Rueglio, Cintano, Colleretto Castelnuovo,  Borgiallo und Vistrorio.

## Persönlichkeiten

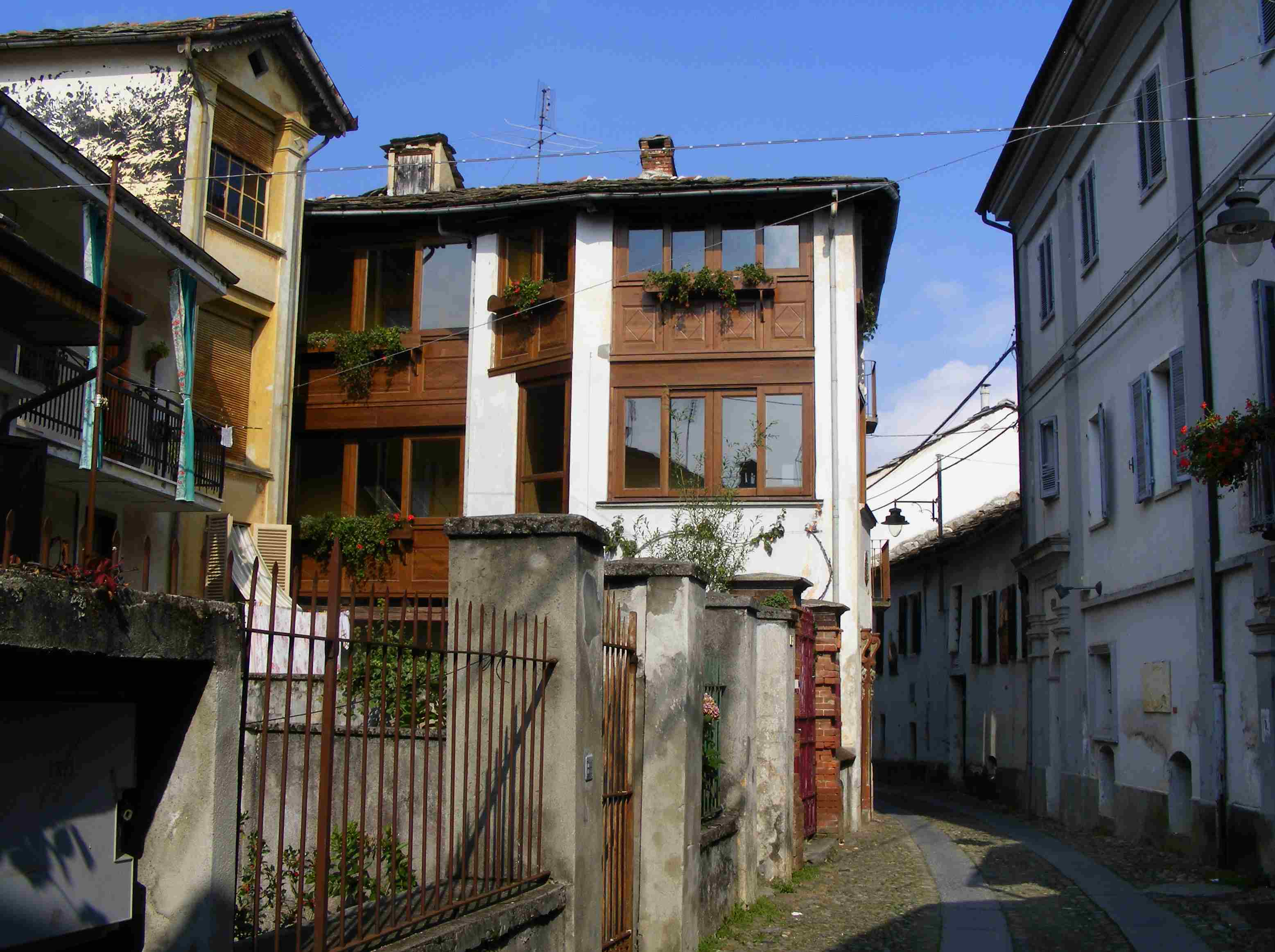
Im Dorf

- Giovanni Bernardo De Rossi (1742–1831), Orientalist
- Costantino Nigra (1828–1907), Diplomat